# Tom Werman
Tom Werman (* 1945 in Boston) ist ein US-amerikanischer Musikproduzent, der im Genre Hair Metal führend war.

## Leben
Wermann wuchs in Boston auf und spielte in lokalen Folk-Gruppen Akustische Gitarre. Seine College-Jahre verbrachte er in New York City und spielte in diversen Coverbands. 1965 hatte seine Gruppe ein Vorspielen bei Brian Epstein, doch aus Angst vor dem Vietnam-Krieg lehnte die Gruppe die Offerte ab. Wermann wechselte an die Columbia Business School und machte 1969 seinen Abschluss im Marketing. Er langweilte sich bei seiner anschließenden Tätigkeit bei einer Werbeagentur und versuchte ins Musikbusiness zu wechseln. Als A&R-Assistent heuerte er bei Epic Records (zu dieser Zeit eine Tochter von Columbia Records) an und nahm die Gruppe REO Speedwagon und später Ted Nugent unter Vertrag.
Neben seiner Tätigkeit im Bereich A&R bearbeitete Werman Edit-Versionen von Singles (kürzere Versionen von Songs für die Verwendung im Radio). Wermann wurde Co-Produzent bei Nugent, der von seinem Manager Lew Futtermann produziert wird. Bei Cheap Trick lernte er als Assistent bei Produzent und Manager Jack Douglas die letzten Kniffe und übernahm die Produktion des zweiten Cheap-Trick-Albums In Color. Er wurde danach ihr Stammproduzent. Bis 1982 produzierte er Ted Nugent, Cheap Trick, Blue Öyster Cult und Molly Hatchet, danach verließ er Epic und wechselte zu Elektra Records, zunächst als A&R, dann aber als Musikproduzent.
In den 1980ern prägte er die Hair-Metal-Szene von Anfang an mit. Unter anderem produzierte er Mötley Crües Girls, Girls, Girls, Shout at the Devil und Theatre of Pain, Twisted Sisters Stay Hungry und Poisons Open Up and Say…Ahh!. Weitere Bands, mit denen er zusammenarbeitete, waren Krokus, L.A. Guns, Dokken und Stryper.
Mit dem Niedergang des Hair Metals in den 1990ern endete auch seine erfolgreiche Phase. 2000 produzierte er den Soundtrack zum Film Rock Star und 2008 eine Single für die australische Band Geisha. Werman hatte sich die Jahre vorher aber aus dem Musikbusiness weitestgehend zurückgezogen und arbeitet heute mit seiner Frau Suky als Gastronom mit eigenem Gasthof Stonover Farm in Lenox, Massachusetts.